# Emerich von Eltz
Emerich Josef Filip Jan Nepomuk hrabě von und zu Eltz (uváděn též jako Elz) (německy Emmerich Joseph Philipp Johann Nepomuk Reichsgraf von und zu Eltz) (22. března 1765 Mohuč – 21. prosince 1844 Vídeň) byl německý šlechtic a rakouský diplomat. Od mládí působil ve službách Habsburků, během válek s revoluční Francií a napoleonských válek byl rakouským vyslancem v Sasku a velvyslancem ve Španělsku. Později žil trvale ve Vídni, vlastnil také majetek v Chorvatsku (zámek Vukovar).

## Životopis

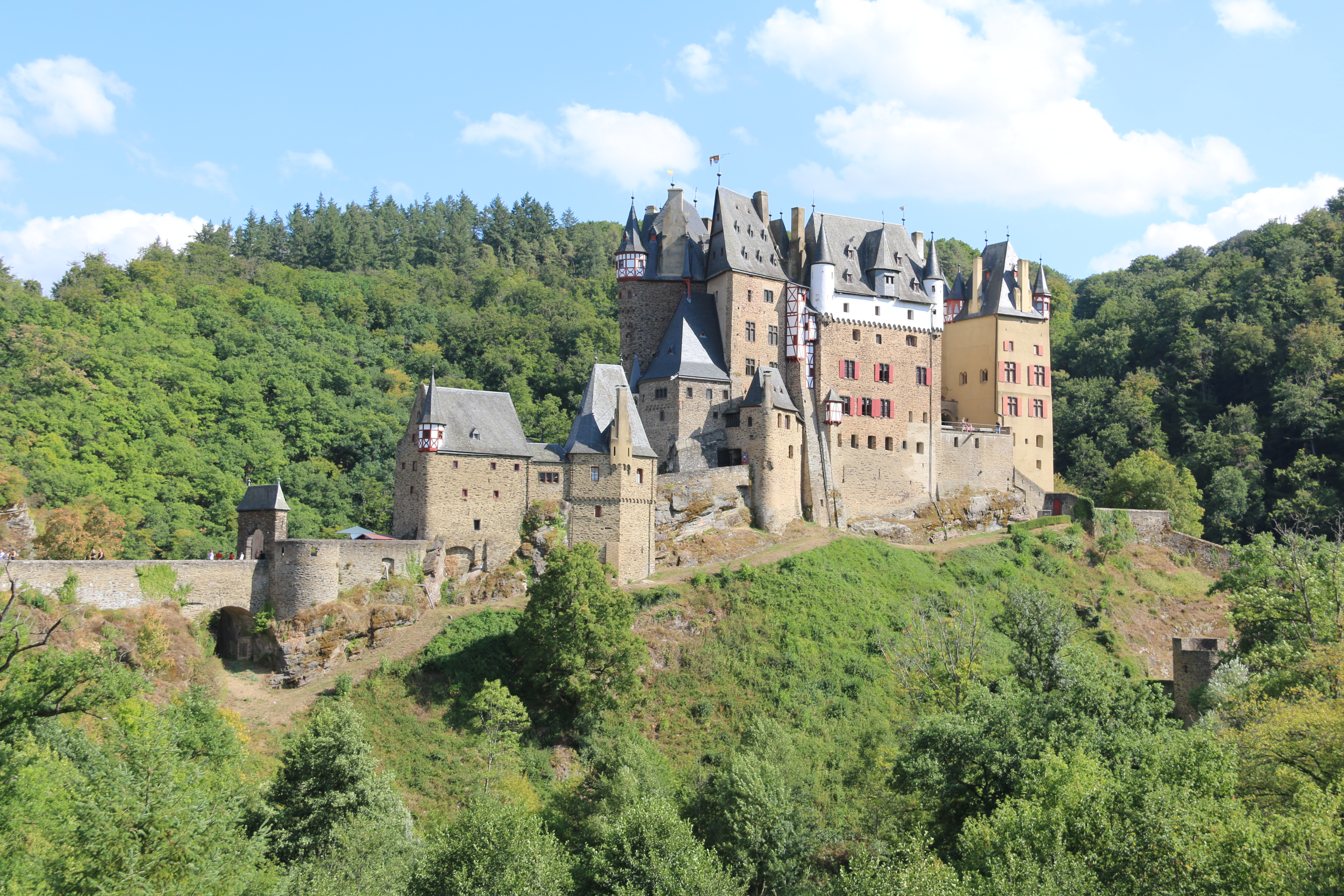
Hrad Eltz v Porýní, nejstarší sídlo rodu Eltzů

Pocházel ze starobylého říšského šlechtického rodu Eltzů, který v roce 1733 získal hraběcí titul a dědičnou hodnost zemského maršálka v Trevírském kurfiřtství. Narodil se v Mohuči jako nejstarší syn hraběte Huga Filipa z Eltzu (1742–1814) a jeho manželky Sophie, rozené Boosové z Waldecku (1744–1834). Po studiích a kavalírské cestě vstoupil do státních služeb a v roce 1791 se stal členem říšské dvorní rady, již od roku 1790 byl také císařským komořím. V letech 1794–1800 byl rakouským vyslancem v Sasku se sídlem v Drážďanech. V roce 1800 byl jmenován c. k. tajným radou a od roku 1800 byl velvyslancem ve Španělsku, kde pobýval přibližně do roku 1810. V důsledku napoleonských válek a ztrátě rodových statků v Porýní rezignoval na další veřejnou činnost a přesídlil do Vídně. V roce 1817 byl jmenován mimořádným rakouským velvyslancem v Brazílii a do Rio de Janeira doprovázel arcivévodkyni Marii Leopoldinu, provdanou za pozdějšího brazilského císaře Pedra I. z dynastie Braganza. Po návratu do Evropy žil nadále ve Vídni, kde byl mimo jiné členem Hospodářské společnosti. Dalším rodovým sídlem byl zámek ve Vukovaru, který v roce 1736 koupil Emerichův prastrýc, mohučský arcibiskup a říšský kancléř Filip Karel Eltz (1665–1743).

## Rodina

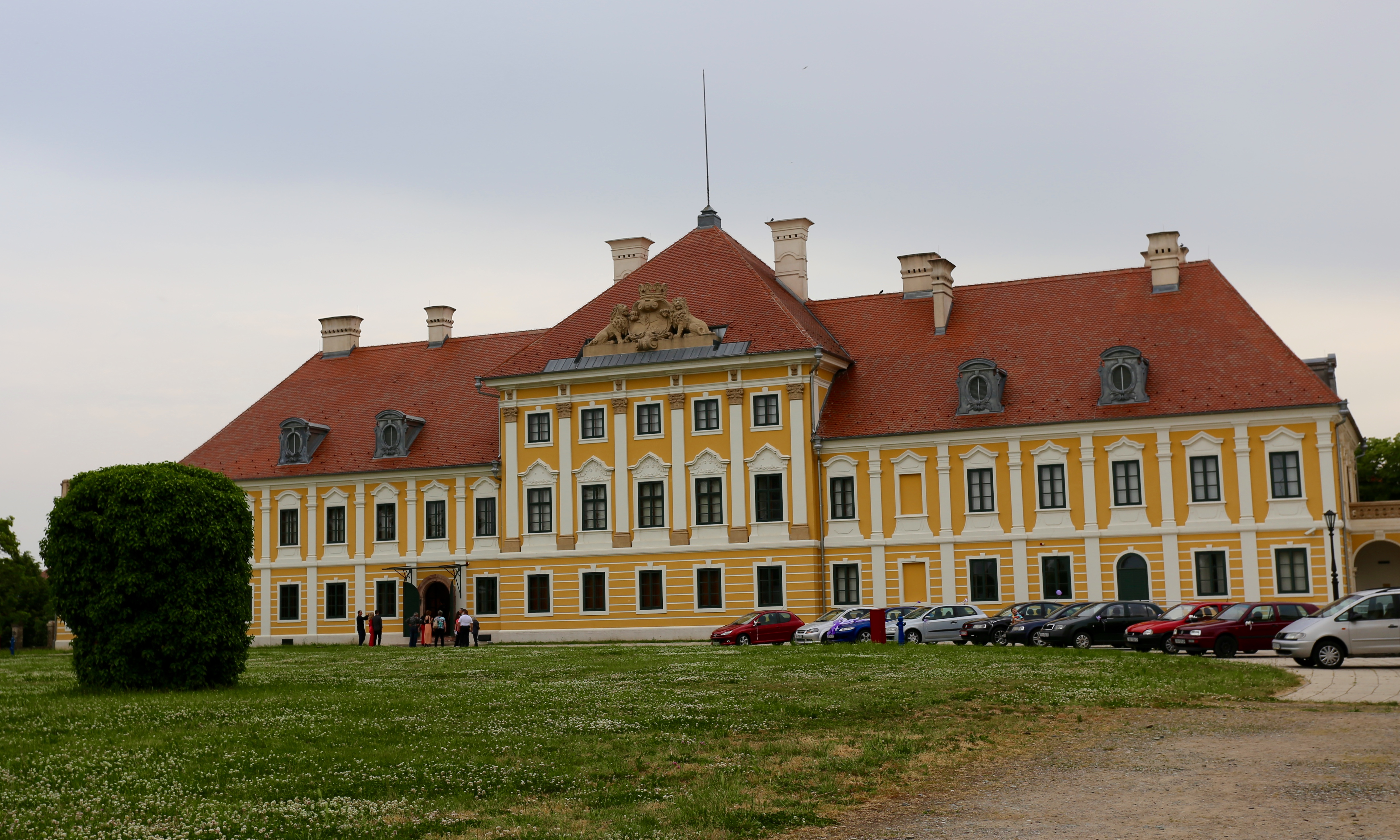
Zámek Eltzů ve Vukovaru

Byl dvakrát ženatý. Poprvé se oženil v roce 1794 s hraběnkou Marií Henriettou Colloredo-Mansfeldovou (1773-1814), dcerou dlouholetého říšského vicekancléře knížete Františka Gundakara Colloredo-Mansfelda (1731–1807). Tento sňatek a příbuzenské spojení s vlivnou rodinou Colloredů přispěly k Emerichově rychlé diplomatické kariéře. Po ovdovění se v roce 1821 podruhé oženil s hraběnkou Marií Somogyiovou z Medgyese (1796–1864), dcerou uherského místokancléře hraběte Jana Somogyiho (1756–1809). Obě Emerichovy manželky dosáhly titulu c. k. palácové dámy a dámy Řádu hvězdového kříže. Z prvního manželství pocházely čtyři dcery, až z druhého manželství se narodil jediný syn, který však zemřel předčasně. Emerich Eltz figuroval jako kmotr u několika synů svých dcer provdaných do Čech (Emerich z Thurn-Taxisu, Emerich Chotek).
- 1. Marie Isabela Sofie (1795–1859), ∞ 1815 Karel Anselm princ Thurn-Taxis (1792–1844), generálmajor württemberské armády, c. k. komoří, majitel velkostatků Dobrovice, Loučeň[9]
- 2. Marie Sophie Walburga (1796–1821), ∞ 1817 František Jindřich hrabě Šlik (1789–1862), c. k. generál jezdectva, tajný rada, komoří, majitel velkostatků Kopidlno, Veliš, Jičíněves[10]
- 3. Marie Henrietta (1800–1874), ∞ 1840 Johann Nepomuk Sieß (1806–1874)
- 4. Karolína Luisa (1810–1862), c. k. palácová dáma, dáma Řádu hvězdového kříže, ∞ 1831 Jindřich hrabě Chotek z Chotkova (1802–1864), c. k. komoří, viceprezident Společnosti Národního muzea, majitel velkostatků Nové Dvory, Veltrusy[11]
- 5. František Serafín Jan Nepomuk Gundakar (1822–1841)

Emerich měl dvanáct mladších sourozenců. Z nich bratři Klement Václav (1772–1849) a Lothar František (1782–1849) byli církevními hodnostáři a zastávali hodnost kanovníka v Trevíru. Další z bratrů August Filip (1783–1858) sloužil v rakouské armádě, byl velitelem ve Veroně a v roce 1850 dosáhl hodnosti c. k. polního podmaršála. Nejmladší z bratrů František Jan Nepomuk (1786–1873) se uplatnil také v armádě a hodnost polního podmaršála získal již v roce 1846. Z Emerichových bratrů měl další potomstvo jen Jan Jakub Filip (1779–1844), c. k. komoří, který po napoleonských válkách obhájil nároky na zkonfiskované panství Eltz. Jeho synové Hugo Filip (1817–1848) a Karel Josef (1823–1900) zdědili po Emerichovi chorvatské panství Vukovar.